# Pet (hoofddeksel)

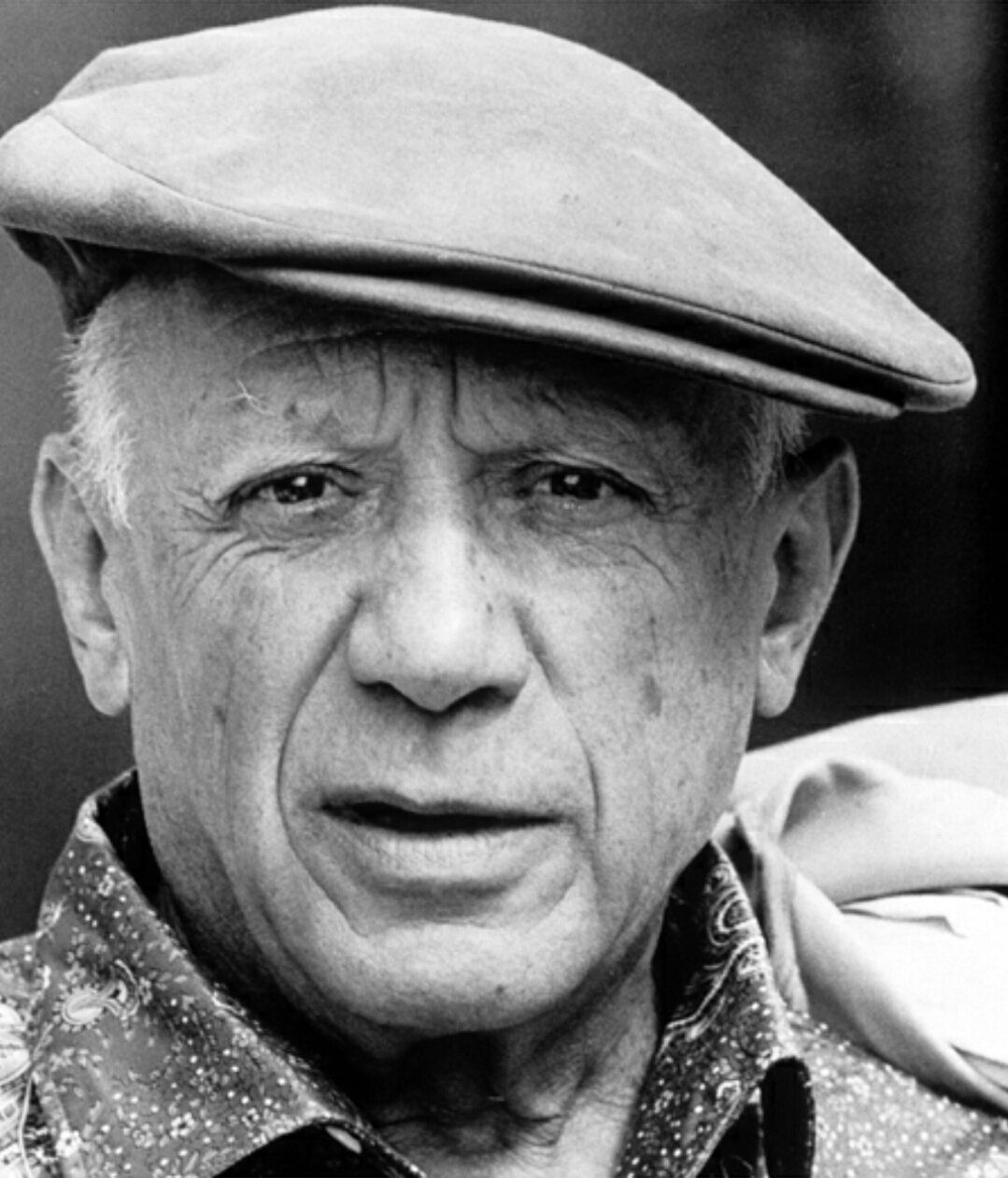
Pablo Picasso met pet

Een pet is een hoofddeksel waarbij zich alleen aan de voorkant een klep bevindt. De pet bevindt zich qua vorm dus tussen de muts (geen klep) en een hoed (een klep rondom).
Een uitzondering is wel de deerstalker van Sherlock Holmes, die volgens vele illustratoren en films twee kleppen bezat, een aan de voorzijde en een aan de achterzijde, vaak ook nog met twee oorkleppen aan de zijkanten. Ook de typische matrozenpet heeft geen klep, maar een afhangend lintje aan de achterzijde.
De boerenpet of klak is van oorsprong een kledingstuk dat vooral door kinderen en arbeiders werd gedragen. De uitdrukking Jan met de pet verwijst dan ook naar iemand uit deze sociale klasse, later meer op de 'gewone man'.
Over het algemeen dragen boeren een Engelse geruite boerenpet. Bij veel klederdrachten dragen de mannen echter een typische zwarte pet.
De 'moderne pet' is een tijd uit het straatbeeld verdwenen, hoewel hij hier en daar weer als accessoire in de mode opduikt. Tegenwoordig ziet men wel veel honkbalpetten, die soms ook binnenshuis worden gedragen.
Een pet dient vaak ook om tot een groep te behoren, zoals de uniformpet bij het leger (bijvoorbeeld een alpinopet of kepie), fanfares en harmonies, politiebeambten, de vroegere postbestellers en ANWB-helpers, scheepskapiteins, of typische petten voor wielertoeristen, voetbalsupporters of studentenverenigingen. Ook sommige jeugdbewegingen hebben hun eigen petten.

## Uitdrukkingen
Met het woord 'pet' geeft men soms aan dat men een bepaalde functie vervult, voor een bepaald bedrijf werkt. Bijvoorbeeld: 'Hij draagt de pet van de fabrikant'. Hierbij wordt gedacht aan een uniformpet, hoewel de uitdrukking ook wordt gebruikt als er aan de functie geen uniform verbonden is. Een voorbeeld van een geslaagde slogan is "Die pet past ons allemaal", waarmee juist de burger wordt opgewekt om mee te waken bij de uitoefening van de taken van de politieambtenaar.
Straatartiesten gebruiken vaak een pet als bakje om geld te ontvangen. Daaraan is de uitdrukking 'met de pet rondgaan' ontleend, waarmee men bedoelt dat men de aanwezigen om een financiële bijdrage vraagt. Die uitdrukking wordt ook gebruikt als er in werkelijkheid geen pet wordt gebruikt.
Een andere uitdrukking is 'iets onder de pet houden' in de betekenis van iets verborgen, onder ons houden. Ergens 'met de pet naar gooien' (Vlaams: 'met de klak naar gooien') betekent dat men iets halfslachtig doet en niet serieus neemt.